# Ieoh Ming Pej
Ieoh Ming Pei (kitajsko: 貝聿銘; pinjin: Bèi Yù Míng; znan tudi kot I. M. Pei), kitajsko-ameriški arhitekt, * 26. april 1917, Guangdžov, † 16. maj 2019, Manhattan, New York, ZDA.
Velja za mojstra moderne arhitekture.

## Življenje
Rojen je bil v Guangdžou in odrastel je v Hong Kongu in Šanghaju. Leta 1935 se je preselil v ZDA; sprva je študiral na Univerzi Pensilvanije, nato pa na MIT. Po diplomi mu je izbruh druge svetovne vojne preprečil vrnitev na kitajsko, zato se je zaposlil na Podiplomski šoli designa Harvard.

## Delo
Pei je deset let delal za newyorškega nepremičninskega mogula Williama Zeckendorfa, nato pa je ustanovil svoje projektantsko podjetje, danes znano kot Pei Cobb Freed & Partners. L'Enfant Plaza Hotel v Washingtonu in Greenova stavba v kampusu MIT sta bila med zgodnejšimi projekti pod njegovim vodstvom. Prepoznavnost je dosegel s projektiranjem stavbe Nacionalnega centra za atmosferske raziskave v Koloradu, kar je pripomoglo k temu, da je bil izbran za glavnega arhitekta predsedniške knjižnice Johna F. Kennedyja v Massachusettsu. Po tistem je projektiral mestno hišo v Dallasu in vzhodno stavbo Nacionalne galerije umetnosti (Washington).
Na Kitajsko se je prvič vrnil leta 1974 in dizajniral hotel v tradicionalnem slogu v parku na severozahodu Pekinga ter nebotičnik za Banko Kitajske v Hong Kongu petnajst let kasneje. V zgodnjih 1980. letih je veliko pozornosti strokovne in laične javnosti pritegnila njegova kontroverzna steklena piramida na vhodu v muzej Louvre v Parizu. V svet umetnosti se je vrnil s Simfoničnim centrom Mortona H. Meyersona v Dallasu, muzejem Miho na Japonskem in Muzejem islamske umetnosti v Katarju.

## Nagrade
- AIA Gold Medal (1979),
- Pritzkerjeva nagrada (1983),
- Praemium Imperiale za arhitekturo (1989),
- Nagrada za življenjsko delo, Cooper-Hewitt, National Design Museum (2003).